# Chorges
Chorges is een Franse gemeente in het departement Hautes-Alpes (regio Provence-Alpes-Côte d'Azur). De gemeente telde 3.106 inwoners op 1 januari 2022. De plaats maakt deel uit van het arrondissement Gap. In de gemeente ligt spoorwegstation Chorges.

## Geschiedenis

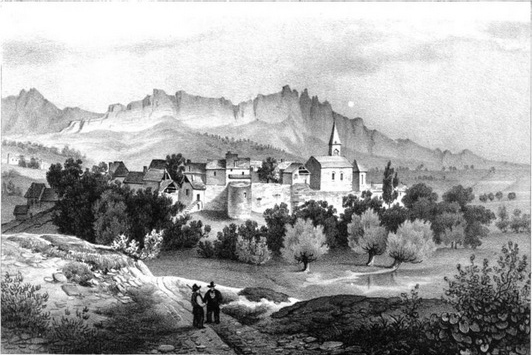
Chorges, begin 19e eeuw

De Abdij Saint-Victor van Marseille stichtte hier een priorij. De parochiekerk Saint-Victor werd in de eerste helft van de 12e eeuw gebouwd als nieuwe kerk van de priorij. Chorges hing af van de Dauphiné en van de aartsbisschop van Embrun. De plaats ontwikkelde zich rond een feodaal kasteel en kreeg een stadsmuur met verschillende poorten, waaronder de Porte des Souchons uit de 14e eeuw. Dit is de enige stadspoort die later niet werd afgebroken. Chorges verkreeg verschillende vrijheden zoals het recht om consuls te verkiezen. Dit werd vastgelegd in een charter in 1277.
Chorges kende regelmatig oorlogsgeweld. In 1517 werd de kerk Saint-Victor geplunderd door het leger van koning Frans I. In 1569 werd de kerk geplunderd door hugenoten onder leiding van Louis Ayme en in 1585 werd de stad ingenomen door een hugenotenleger onder leiding van François de Bonne de Lesdiguières. En in 1692 bracht een leger van Victor Amadeus II, hertog van Savoye, grote vernielingen aan.
De steengroeven van Chorges waren bekend voor hun productie van molenstenen. Langs de beek Les Moulettes stonden verschillende watermolens. In de 18e eeuw werd deze beek ingedijkt om overstromingen te voorkomen.
Op 15 juli 1790 vond de eerste algemene vergadering van de raad van het nieuw gevormde departement Hautes-Alpes plaats in Chorges, in de kerk Saint-Victor. In 1850 werd Chorges getroffen door een stadsbrand die 120 huizen in de wijk Fort in de as legde. In 1961 werd het stuwmeer van Serre-Ponçon gevuld.

## Geografie
Chorges ligt aan de oevers van het stuwmeer van Serre-Ponçon op de Durance. De oppervlakte van Chorges bedroeg op 1 januari 2022 53,34 vierkante kilometer; de bevolkingsdichtheid was toen 58,2 inwoners per km².
De onderstaande kaart toont de ligging van Chorges met de belangrijkste infrastructuur en aangrenzende gemeenten.

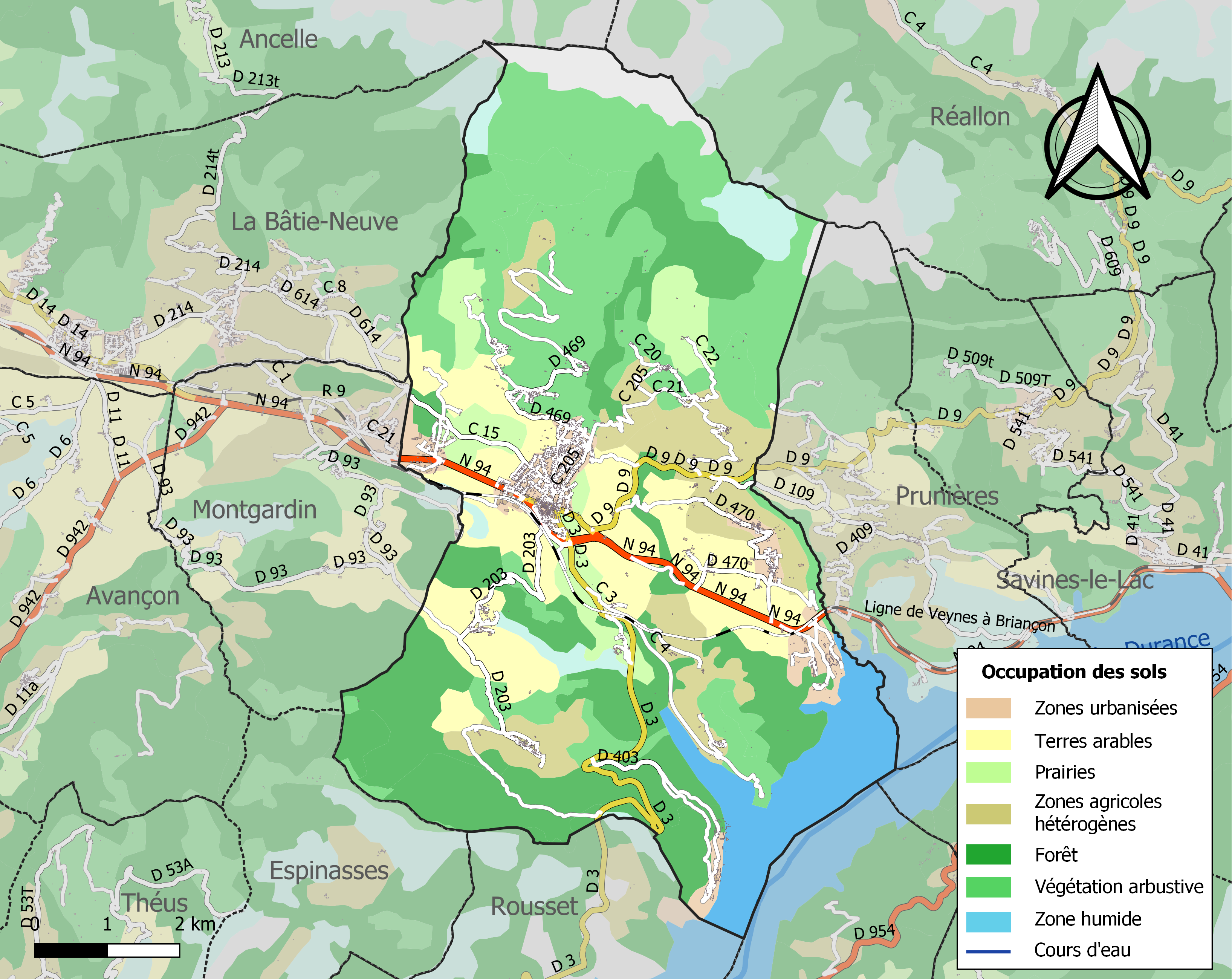

## Demografie
Rond 1790 telde de gemeente ongeveer 1.900 inwoners.
Onderstaande figuur toont het verloop van het inwonertal (bron: INSEE-tellingen).
Vanwege een beveiligingsprobleem met de MediaWiki Graph-software is het momenteel niet mogelijk deze grafiek weer te geven. Zodra de software is bijgewerkt zal de grafiek vanzelf weer zichtbaar worden.

## Bezienswaardigheden

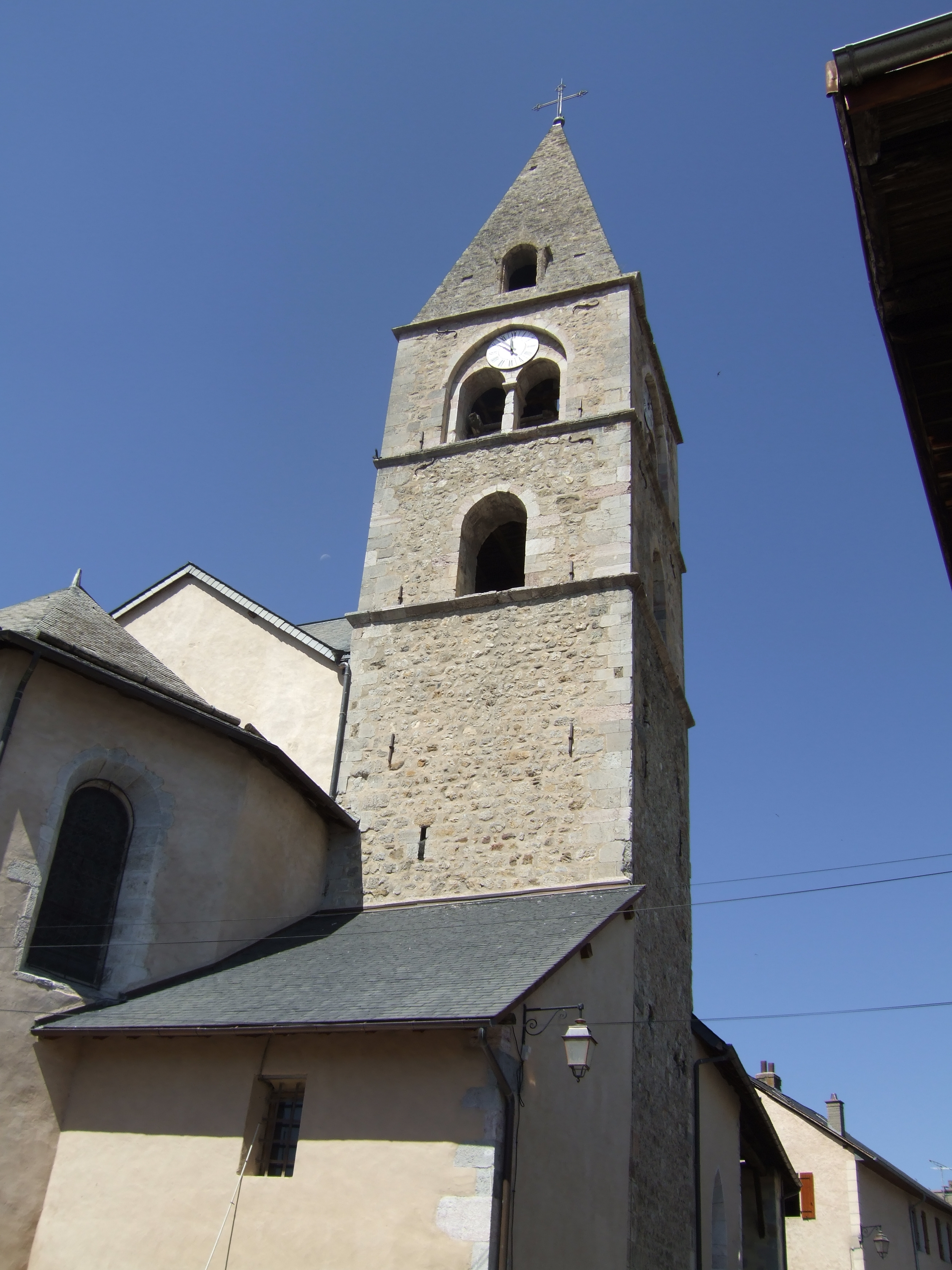
Kerk Saint-Victor

- Kerk Saint-Victor. De bouw van de romaanse kerk startte in 1191 en de kerk die veel oorlogsgeweld heeft gekend werd hersteld in de 17e eeuw. De kerk heeft een rechthoekig schip en achter twee massieve traveeën een lager koor. De kerk werd beschermd als historisch monument in 1862.
- Fonteinen waaronder de fontein op de Place Lesdiguières uit 1548, beschermd als historisch monument in 1930.
- Porte des Souchons, stadspoort uit de 14e en 16e eeuw.

## Sport
Op 17 juli 2013 was Chorges aankomstplaats van een etappe van de Ronde van Frankrijk. Chris Froome was winnaar van deze tijdrit.